# LLRP
LLRP (сокр. от англ. Low Level Reader Protocol, рус. низкоуровневый протокол для считывателей) — стандарт коммуникационного протокола, ратифицированный организацией EPCglobal в апреле 2007 года. LLRP является сетевым интерфейсом между RFID-считывателем и клиентом. Клиент может быть в виде программного или аппаратного обеспечения.

## Применение
LLRP позволяет настраивать низкоуровневую конфигурацию считывателя, а также параметры «воздушного протокола» между считывателем и тегом. На данный момент протокол поддерживается только воздушный протокол EPC Class 1 Gen 2, но стандарт разработан с идеей расширения и на другие.

## Структура
Обмен данными между клиентом и считывателем осуществляется посредством низкоуровеневых сообщений. Сообщения могут содержать в себе параметры и изменять статус считывателя, например Idle -> Listening.

### Пример сообщения
Примером низкоуровневого сообщения может служить ROSpec (Reader Operation Specification), которое указывает операцию и параметры для её выполнения.

## Текущее использование
Стандарт LLRP в настоящий момент поддерживается считывателями компаний Impinj и Intermec. Также поддержка данного протокола заявлена в спецификациях многих RFID считывателей Motorola, например FX7400.